# Badula grammisticta
Badula grammisticta là một loài thực vật có hoa trong họ Anh thảo. Loài này được (Cordem.) Coode mô tả khoa học đầu tiên năm 1976.